# 堀健治
堀 健治（ほり けんじ、1907年（明治40年）2月13日 - 1989年（平成元年）5月19日）は、日本の政治家。富山県高岡市議会議員を経て、同県高岡市長（官選1期、公選9期）を歴任。

## 経歴
富山県高岡市出身。官立高岡高等商業学校（現在の富山大学経済学部）卒。1933年高岡市議に初当選。その後、副議長を務めた。1946年1月、高岡市長（官選）に就任した。公設市場の開設や市物資配給査察委員会を開き、食糧確保に奔走したが、同年11月に市長を退任した。その後、公職追放となる。
追放解除後の1952年に高岡市長（公選）に当選。9期連続36年市長の座にあった。1988年に退任。翌1989年死去。死去後高岡市から名誉市民を贈られた。